# Вітман Пірсон
Вітман Дікінсон Пірсон, 1-й віконт Каудрей, GCVO, PC (15 липня 1856 — 1 травня 1927), відомий як сер Вітмен Пірсон, Bt між 1894 і 1910 роками та як лорд Каудрей між 1910 і 1917 роками, був англійським інженером, нафтовим промисловцем, благодійником і ліберальним політиком. Він був власником корпорації Pearson plc.

## Ділова кар'єра
Сімейний будівельний бізнес S. Pearson & Son був заснований у 1844 році його дідом Семюелем Пірсоном (1814–1884). Вітман Пірсон очолив компанію в 1880 році, а пізніше переніс штаб-квартиру з Йоркшира до Лондона. Ранній прихильник глобалізації S. Pearson & Son побудував Адміралтейську гавань у Дуврі, доки в Галіфаксі, тунелі, залізниці та гавані по всьому світу, а також дамбу Сеннар у Судані.
У 1900 році компанія взяла на себе будівництво Великої північної та міської залізниці в Лондоні, а після завершення в 1904 році керувала ним протягом чотирьох років. У 1907 році він заснував інвестиційну компанію Whitehall Securities Corporation Ltd, яка під керівництвом його сина Клайва Пірсона відіграла важливу роль у розвитку британських авіаліній у 1930-х роках.

## Інтернет-ресурси
- Weetman Dickinson Pearson at Grace's Guide to British Industrial History
- Weetman Dickinson Pearson at the National Portrait Gallery
- Weetman Pearson in Mexico and the Emergence of a British Oil Major, 1901-1919